# Daisy (Yorkshire-Terrier)

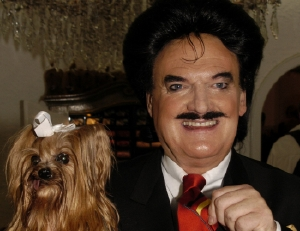
Yorkshire Terrier Daisy mit Rudolph Moshammer

Daisy (* 20. September 1993 in Jockgrim; † 24. Oktober 2006 in München) war eine Yorkshire-Terrier-Hündin des Münchner Modedesigners Rudolph Moshammer.

## Lebenslauf
Geboren wurde Daisy 1993 als Irina de Pittacus, bis sie mit 4 Monaten von Rudolph Moshammer in Daisy umbenannt wurde. Moshammer trug die Hündin bei öffentlichen Auftritten in einer Tragetasche mit sich herum, wodurch sie in Deutschland bekannt wurde.  Moshammer veröffentlichte 1998 ein Buch Bekenntnisse einer Hundedame, das sein Leben mit Daisy aus der Perspektive der Hündin beschreibt.  Bei Rudolph Moshammer lebte sie bis zu dessen Ermordung 2005 – mutmaßlich war sie bei diesem Verbrechen anwesend. Danach kümmerte sich Moshammers ehemaliger Chauffeur Andreas Kaplan um Daisy. Dieser schrieb das 2005 erschienene Buch Mosi, Daisy und ich, in dem er sein Leben mit Moshammer und der Hündin schildert. Daisy hatte einen Gastauftritt in der RTL-Fernsehserie Unter uns, der im März 2005 ausgestrahlt wurde. Im Oktober 2006 erkrankte Daisy an einer Luftröhrenverengung, der sie trotz medikamentöser Behandlung im Alter von 13 Jahren erlag. Sie wurde in einem Tierkrematorium im München-Riem eingeäschert. Moshammer Chauffeur Andreas Kaplan, der 2016 im Alter von 56 Jahren verstarb, bewahrte Daisys Asche in einer von Moshammer geerbten Urne auf.

## Trivia
Daisy findet im Biermösl-Blosn-Song Wo Ist Er Denn als Überträgerin eines Hundebandwurms musikalische Erwähnung.